# Elliot Fletcher
Elliot Fletcher, né le 30 juin 1996 à Los Angeles, Californie, est un acteur américain,.

## Biographie
Fletcher est né le 30 juin 1996 à Los Angeles, en Californie, de John DeMita (en) et Julia Fletcher (en). Il a un frère aîné, Conner DeMita.

## Vie privée
Fletcher est un homme trans qui a fait son coming out trans après son 17e anniversaire.

## Filmographie

### Cinéma
- 2020 : Disclosure (Disclosure: Trans Lives on Screen) : Lui-même

### Télévision
- 2016 : Faking It : Noah
- 2016 —  2018 : The Fosters : Aaron
- 2016 —  2018 : Shameless : Trevor
- 2019 : Adam Ruins Everything : Jack
- 2019 : Runaways : Max
- 2021 : Tell Me Your Secrets : Jake Barlow
- 2021 : Y, le dernier homme  (Y: The Last Man) : Sam Jordan
- 2022 : The Sex Lives of College Girls : Reporter

### Acteur vocal
- 2006 : Amer Béton : Shiro
- 2020 : World of Warcraft: Shadowlands : Pelagos
- 2022 : Drifting Home : Noppo